# Batracomorphus menoni
Batracomorphus menoni är en insektsart som beskrevs av Rao,k. och K. Ramakrishnan 1980. Batracomorphus menoni ingår i släktet Batracomorphus och familjen dvärgstritar. Inga underarter finns listade i Catalogue of Life.